# Ichthydium tanytrichum
Ichthydium tanytrichum är en djurart som tillhör fylumet bukhårsdjur, och som beskrevs av Francesco Balsamo 1982. Ichthydium tanytrichum ingår i släktet Ichthydium och familjen Chaetonotidae. Inga underarter finns listade i Catalogue of Life.